# Arctops willistoni
Arctops willistoni è un terapside estinto, appartenente ai gorgonopsi. Visse nel Permiano superiore (circa 259 - 254 milioni di anni fa) e i suoi resti fossili sono stati ritrovati in Sudafrica.

## Descrizione
Questo animale era un predatore di grandi dimensioni, e poteva raggiungere i due metri di lunghezza. Il solo cranio misurava i 30 centimetri di lunghezza. Come in tutti i gorgonopsidi, il cranio era dotato di un muso allungato e di una dentatura differenziata, con denti incisiviformi nella premascella, un paio di denti allungati e appuntiti simili a zanne e alcuni denti posteriori di piccole dimensioni. Rispetto ad altri gorgonopsidi, Arctops era caratterizzato da una morfologia del vomere molto particolare, che permetteva di distinguerlo da altri generi simili.

## Classificazione
Arctops willistoni venne descritto per la prima volta da D. M. S. Watson nel 1914, sulla base di resti fossili ritrovati in Sudafrica in terreni del Permiano superiore. Al genere Arctops sono state in seguito attribuite altre specie, A. watsoni e A. kitchingi, ma revisioni più recenti hanno determinato che questi fossili erano appartenuti a varianti individuali della specie tipo. Arctops è un rappresentante dei gorgonopsidi, un gruppo di terapsidi predatori dai caratteristici canini superiori allungati; in particolare, Arctops (il cui nome significa "aspetto da orso") sembrerebbe essere stato il sister taxon di Smilesaurus ferox, un altro gorgonopside di grosse dimensioni. Questi due generi sono considerati vicini all'origine della sottofamiglia Rubidgeinae. Arctops è caratteristico della "zona a Cistecephalus" del Gruppo Beaufort in Sudafrica.